# Димитър Радков
Димитър Радков-Халфа е български художник. Бил е и футболист в юношеския отбор на ЦСКА „Червено знаме“ (София) и представителния отбор на „Локомотив“ (Русе).

## Биография
Димитър Цанков Радков е роден на 18 май 1944 г. в гр. Русе. Завършил е Софийската художествена гимназия. Прозвището „Халфа“ получава от футбола, който е втората му голяма страст след живописта. Прекратява рано състезателната си кариера, за да се отдаде на рисуването. Работил е като художник в различни учреждения в родния си Русе и близкия Тръстеник.
Умира на 37-годишна възраст, на 15 януари 1982 г. Организирана му е посмъртна изложба в галерията на ул. „Борисова“ №6 в Русе през 1986 г. Това е и единствената изложба на Димитър Радков-Халфа, правена някога.
През 2011 г. семейството му открива сайт с информация и виртуална галерия на картините му.